# Alloioplana sandiegensis
Alloioplana sandiegensis är en plattmaskart. Alloioplana sandiegensis ingår i släktet Alloioplana och familjen Planoceridae. Inga underarter finns listade i Catalogue of Life.